# 2014年冬季残疾人奥林匹克运动会瑞士代表团
2014年冬季残疾人奥林匹克运动会瑞士代表团是瑞士派出的2014年冬季残疾人奥林匹克运动会代表团。获得1枚金牌。